# Distretto di Svetlahorsk
Il distretto di Svetlahorsk, in bielorusso Светлагорскі раён?, Svetlahorski raën, in russo Светлогорский район?, Svetlogorskij rajon, è un distretto (raën) della Bielorussia appartenente alla regione di Homel'.